# Ausejo de la Sierra
Ausejo de la Sierra település Spanyolországban, Soria tartományban. Ausejo de la Sierra Los Villares de Soria, Almarza, Arévalo de la Sierra, Estepa de San Juan, Castilfrío de la Sierra, Aldealices, Aldealseñor és Cirujales del Río községekkel határos. Lakosainak száma 115 fő (2024).

## Népesség
A település népessége az elmúlt években az alábbi módon változott:
| Lakosok száma | 64   | 63   | 67   | 66   | 69   | 78   | 83   | 89   | 93   | 115  |
|               | 2001 | 2004 | 2007 | 2009 | 2012 | 2014 | 2017 | 2019 | 2022 | 2024 |